# Équipe cycliste Anicolor-Tien 21
L'équipe cycliste Anicolor/Tien 21 (connue précédemment sous le nom de Barbot,  d'Efapel, Glassdrive et Sabgal-Anicolor) est une équipe cycliste portugaise. Créée en 2000, elle court avec le statut d'équipe continentale depuis 2005.

## Histoire de l'équipe

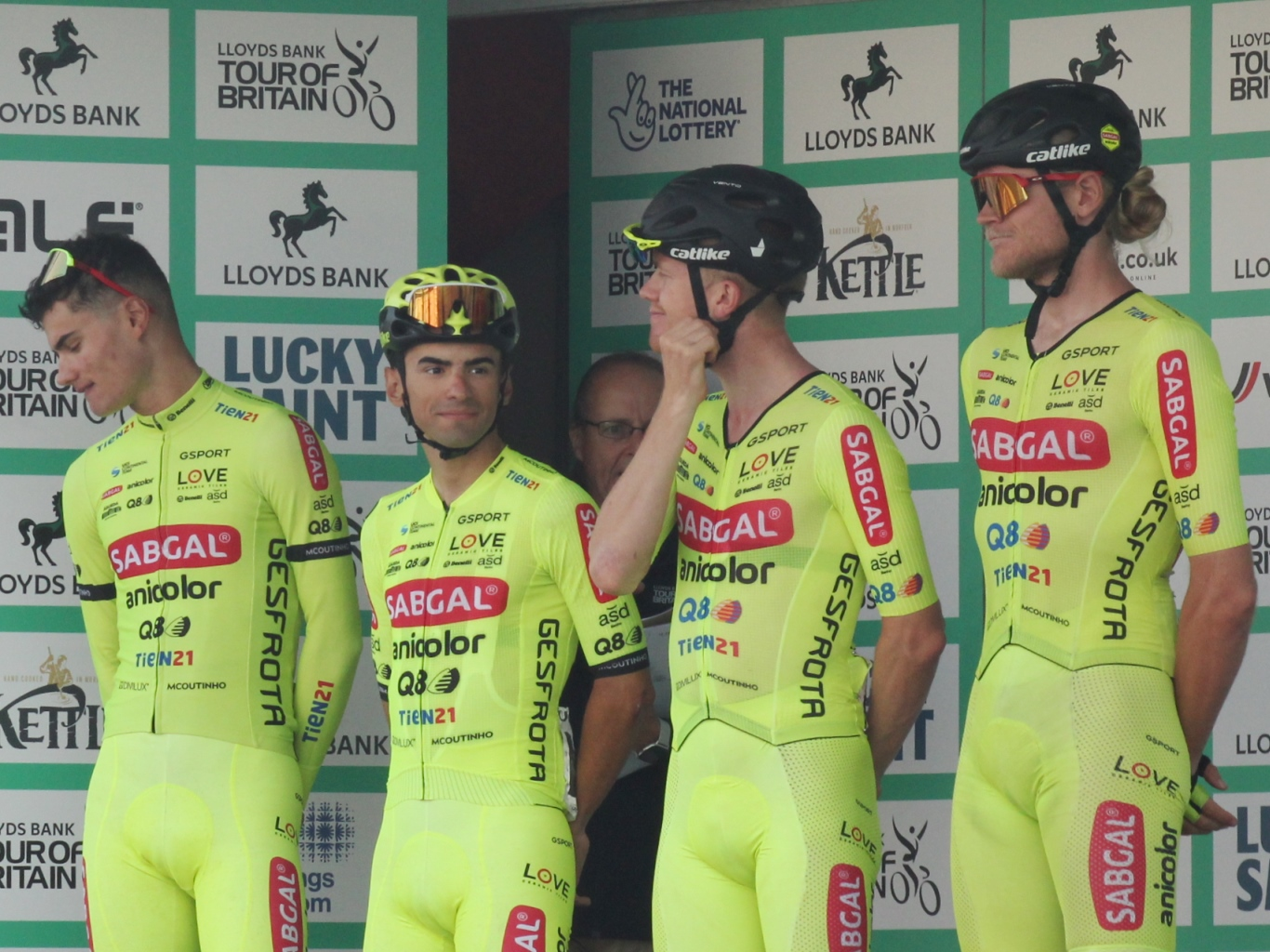
Des coureurs de l'équipe en 2024.

En 2012, le sponsor principal de l'équipe devient Efapel, qui était deuxième sponsor en 2011, en remplacement de Barbot qui cesse son engagement dans le cyclisme. Glassdrive devient le deuxième sponsor.
En 2022, l'équipe est renommée Glassdrive-Q8-Anicolor, tandis que le sponsor Efapel donne son nom à une nouvelle équipe continentale portugaise (Efapel Cycling) créée par José Azevedo.
En 2025, elle est renommée Anicolor/Tien 21.

## Dopage
Antwan Tolhoek qui s'est s'engagé pour 2024 avec l'équipe, est suspendu provisoirement par l'UCI à partir du 7 février en raison de résultats anormaux lors d'un contrôle antidopage hors-compétition.
En octobre 2024, Frederico Figueiredo est provisoirement suspendu par l'Autorité antidopage portugaise en raison d'anomalies constatées dans son passeport biologique.

## Principaux résultats

### Courses d'un jour
- GP Llodio : 2011 (Santiago Pérez)
- Classica Aldeias do Xisto : 2018 (Daniel Mestre)

### Courses par étapes
- Grand Prix International CTT Correios de Portugal : 2003 (Nuno Marta)
- Tour de l'Alentejo : 2006 (Sérgio Ribeiro), 2021 (Mauricio Moreira)
- Tour de l'État de São Paulo : 2009 (Sérgio Ribeiro)
- Tour du Portugal : 2012 (David Blanco), 2022 (Mauricio Moreira), 2024 (Artem Nych)
- Tour de Cova da Beira : 2016 (Joni Brandão), 2017 (Jesús del Pino)
- Grand Prix International de Torres Vedras-Trophée Joaquim Agostinho : 2019 (Henrique Casimiro), 2021, 2022 (Frederico Figueiredo), 2023 (Mauricio Moreira), 2025 (Alexis Guérin)
- Grand Prix Beiras et Serra da Estrela : 2023, 2024 (Artem Nych), 2025 (Alexis Guérin)

### Championnats nationaux
- Championnats du Portugal sur route : 5
  - Course en ligne : 2010 (Rui Sousa), 2013 (Joni Brandão)
  - Contre-la-montre : 2022 (Rafael Reis)
  - Course en ligne espoirs : 2022 (Afonso Eulálio)
  - Contre-la-montre espoirs : 2021 (Fábio Fernandes)

## Classements UCI
Entre 2000 et 2004, l'équipe fait partie des Groupes Sportifs III, soit la troisième division mondiale, à l'exception de 2002 et 2003, où elle court en GSII.
| Saison | Classement par équipes | Meilleur coureur au classement individuel |
| ------ | ---------------------- | ----------------------------------------- |
| 2000   | 12e (GSIII)            | Paulo Jorge de Moura (640e)               |
| 2001   | 7e (GSIII)             | Antonio Encinar (584e)                    |
| 2002   | 28e (GSII)             | Nuno Ribeiro (442e)                       |
| 2003   | 22e (GSII)             | Hugo Sabido (343e)                        |
| 2004   | 23e (GSIII)            | Martín Garrido (108e)                     |

À partir de 2005, l'équipe participe aux circuits continentaux et principalement à des épreuves de l'UCI Europe Tour. Les tableaux ci-dessous présentent les classements de l'équipe sur les différents circuits, ainsi que son meilleur coureur au classement individuel.
UCI America Tour
| UCI America Tour | UCI America Tour       | UCI America Tour                          | UCI America Tour |
| Année            | Classement par équipes | Meilleur coureur au classement individuel |                  |
| ---------------- | ---------------------- | ----------------------------------------- | ---------------- |
| 2008             | 41e                    | David Bernabéu (370e)                     |                  |
| 2009             | 7e                     | Sérgio Ribeiro (16e)                      |                  |
| 2014             | 27e                    | Carlos Oyarzún (127e)                     |                  |
| 2019             | -                      | Fabricio Ferrari (491e)                   |                  |
| 2021             | -                      | Mauricio Moreira (24e)                    |                  |
| 2022             | -                      | Mauricio Moreira (31e)                    |                  |
|                  |                        |                                           |                  |
| Source : UCI     |                        |                                           |                  |

UCI Europe Tour
| UCI Europe Tour | UCI Europe Tour        | UCI Europe Tour                           | UCI Europe Tour |
| Année           | Classement par équipes | Meilleur coureur au classement individuel |                 |
| --------------- | ---------------------- | ----------------------------------------- | --------------- |
| 2005            | 46e                    | Alberto Benito (85e)                      |                 |
| 2006            | 47e                    | Sérgio Ribeiro (47e)                      |                 |
| 2007            | 101e                   | Francisco José Pacheco (465e)             |                 |
| 2008            | 51e                    | Francisco José Pacheco (77e)              |                 |
| 2009            | 73e                    | David Bernabéu (224e)                     |                 |
| 2010            | 36e                    | David Bernabéu (96e)                      |                 |
| 2011            | 24e                    | Sérgio Ribeiro (58e)                      |                 |
| 2012            | 37e                    | David Blanco (74e)                        |                 |
| 2013            | 57e                    | Rui Sousa (162e)                          |                 |
| 2014            | 39e                    | Víctor de la Parte (111e)                 |                 |
| 2015            | 49e                    | Joni Brandão (113e)                       |                 |
| 2016            | 46e                    | Joni Brandão (102e)                       |                 |
| 2017            | 50e                    | Jesús del Pino (263e)                     |                 |
| 2018            | 66e                    | Henrique Casimiro (224e)                  |                 |
| 2019            | 61e                    | Joni Brandão (299e)                       |                 |
| 2020            | 38e                    | Joni Brandão (256e)                       |                 |
| 2021            | 31e                    | Rafael Reis (364e)                        |                 |
| 2022            | 29e                    | Frederico Figueiredo (308e)               |                 |
| 2023            | 42e                    | -                                         |                 |
|                 |                        |                                           |                 |
| Source : UCI    |                        |                                           |                 |

Depuis 2016, l'équipe est également classée au Classement mondial UCI qui prend en compte toutes les épreuves UCI et concerne toutes les équipes UCI.
| Classement mondial | Classement mondial     | Classement mondial                        | Classement mondial |
| Année              | Classement par équipes | Meilleur coureur au classement individuel |                    |
| ------------------ | ---------------------- | ----------------------------------------- | ------------------ |
| 2016               | -                      | Joni Brandão (244e)                       |                    |
| 2017               | -                      | Jesús del Pino (491e)                     |                    |
| 2018               | -                      | Henrique Casimiro (405e)                  |                    |
| 2019               | 106e                   | Joni Brandão (371e)                       |                    |
| 2020               | 65e                    | Joni Brandão (310e)                       |                    |
| 2021               | 53e                    | Mauricio Moreira (272e)                   |                    |
| 2022               | 53e                    | Frederico Figueiredo (382e)               |                    |
| 2023               | 77e                    | Artem Nych (555e)                         |                    |
| 2024               | 71e                    | Artem Nych (363e)                         |                    |
|                    |                        |                                           |                    |
| Source : UCI       |                        |                                           |                    |

## Anicolor/Tien 21 en 2025
Effectif
| Effectif 2025                    | Effectif 2025     | Effectif 2025 | Effectif 2025                |
| Cycliste                         | Date de naissance | Pays          | Équipe précédente            |
| -------------------------------- | ----------------- | ------------- | ---------------------------- |
| Xavier Cañellas                  | 16 mars 1997      | Espagne       | Euskaltel-Euskadi (2024)     |
| Fábio Costa                      | 4 juillet 1999    | Portugal      | ABTF Betão-Feirense (2024)   |
| André Dutra                      | 13 juin 2006      | Portugal      |                              |
| Paulo Fernandes                  | 10 avril 2006     | Portugal      |                              |
| Rubén Fernández                  | 1 mars 1991       | Espagne       | Cofidis (2024)               |
| Alexis Guérin                    | 6 juin 1992       | France        | Philippe Wagner-Bazin (2024) |
| Mason Hollyman (1 janv.–15 juin) | 25 juin 2000      | Royaume-Uni   | Israel-Premier Tech (2024)   |
| Víctor Martínez                  | 28 janvier 1985   | Espagne       | Sidi Ali-Unlock Team (2024)  |
| Artem Nych                       | 21 mars 1995      | Russie        | Gazprom-RusVelo (2022)       |
| Gonçalo Oliveira                 | 4 janvier 2001    | Portugal      |                              |
| Rafael Reis                      | 15 juillet 1992   | Portugal      | Feirense (2020)              |
| Tiago Santos                     | 31 mai 2005       | Portugal      | Q36.5 Continental (2024)     |
| Pedro Silva                      | 7 juillet 2001    | Portugal      | ABTF Betão-Feirense (2024)   |
| José Sousa                       | 16 juillet 1999   | Portugal      | Kelly-Simoldes-UDO (2023)    |
| Harrison Wood                    | 14 juin 2000      | Royaume-Uni   | Cofidis (2024)               |
|                                  |                   |               |                              |
| Source : ProCyclingStats         |                   |               |                              |

Victoires
| Victoires | Victoires | Victoires | Victoires | Victoires | Victoires |
| Date      | Course    | Pays      | Classe    | Vainqueur |           |
| --------- | --------- | --------- | --------- | --------- | --------- |